# Orion (brasilianische Automarke)
Orion war eine brasilianische Automarke und ein Automobilhersteller mit Sitz in Porto Alegre.

## Markengeschichte
Das Unternehmen stellte in den 1980er Jahren Automobile her. Der Markenname lautete Orion.

## Fahrzeuge
Ein Modell basierte auf einem um 32 cm gekürzten Fahrgestell vom VW Käfer. Die offene Karosserie aus Fiberglas bot Platz für zwei Personen. Hinter den Sitzen war eine Überrollvorrichtung. Die vier eckigen Scheinwerfer stammten vom VW Passat, die Rückleuchten vom VW Gol und die Windschutzscheibe vom Fiat 147. Das Fahrzeug hatte zwei Türen sowie Seitenscheiben und ähnelte dem Chevrolet Corvette.
Ein Coupé ist ebenfalls überliefert.
Ein anderes Modell mit einer offenen türlosen Karosserie war eine Art VW-Buggy.
Ein Modell hatte vermutlich einen Frontmotor.